# Rio Guarita
Rio Guarita är ett vattendrag i Brasilien.   Det ligger i delstaten Rio Grande do Sul, i den södra delen av landet, 1 400 km söder om huvudstaden Brasília.
Omgivningarna runt Rio Guarita är en mosaik av jordbruksmark och naturlig växtlighet. Runt Rio Guarita är det ganska glesbefolkat, med 36 invånare per kvadratkilometer.